# Przejście graniczne Terespol-Brześć (kolejowe)
Przejście graniczne Terespol-Brześć – polsko-białoruskie kolejowe przejście graniczne położone w województwie lubelskim, w powiecie bialskim, w gminie Terespol, w miejscowości Terespol.

## Opis
Przejście graniczne Terespol-Brześć czynne jest przez całą dobę. Dopuszczony jest ruch osób oraz środków transportowych i przewóz towarów bez względu na ich obywatelstwo lub przynależność państwową, z wykorzystaniem tzw. suchego portu przeładunkowego w Małaszewiczach. Punkt zdawczo–odbiorczy towarowy usytuowany jest na stacji Kobylany, położonej w bezpośrednim sąsiedztwie stacji Małaszewicze, w odległości 5,1 km od stacji Terespol w kierunku zachodnim oraz mały ruch graniczny.

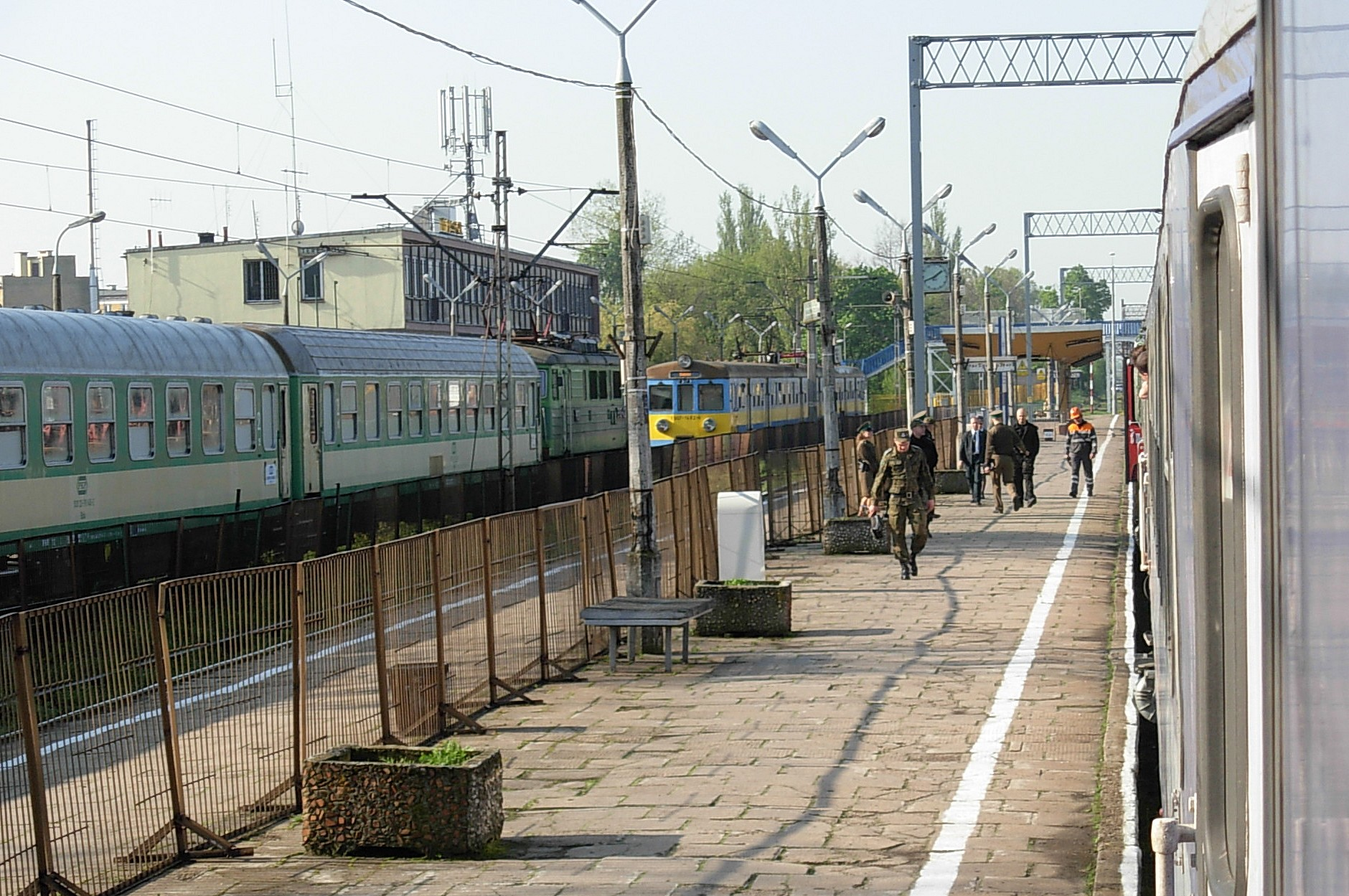
Odprawa paszportowo-celna pociągu (maj 2008)

Liczba peronów udostępnionych do odprawy granicznej – 2 celowo i 1 doraźnie (peron umiejscowiony najbliżej budynku głównego dworca kolejowego doraźnie, w zależności od natężenia ruchu pociągów i bieżących potrzeb). Organizacja odpraw ruchu osobowego w odniesieniu do pociągów międzynarodowych, kończących i rozpoczynających swój bieg na stacji granicznej, umożliwia wykorzystanie nw. liczby stanowisk w terminalu:
- Wjazd do RP
  - 4 stanowiska (4 pawilony kontrolerskie)
- Wyjazd z RP
  - 3 stanowiska (2 pawilony kontrolerskie).

Przejście graniczne jest głównym przejściem kolejowym między Polską i Republiką Białorusi. Przechodzi przez nie ważna europejska linia kolejowa E 20 (Berlin – Warszawa – Mińsk – Moskwa).

### Podmioty odpowiedzialne
Stan z 6 czerwca 2014
Podmioty odpowiedzialne za dokonywanie kontroli osób, towarów i pociągów przekraczających granicę:
- Kontrola graniczna: Placówka Straży Granicznej w Terespolu[a][3]
- Kontrola celna: Oddział Celny w Terespolu (Izba Celna Biała Podlaska, Urząd Celny Biała Podlaska).

Administracja przejścia:
- Zespół Drogowego i Kolejowego Przejścia Granicznego w Terespolu, podległy Lubelskiemu Zarządowi Obsługi Przejść Granicznych w Chełmie – Wydział Zamiejscowy w Koroszczynie (stan zatrudnienia – 24 osoby).

### Stanowiska odpraw, miejsca postojowe
Stan z 6 czerwca 2014
- Potokowa organizacja ruchu – kontrola graniczna i celna osób i pojazdów odbywa się na pasach odpraw:
- Od granicy państwowej do stacji granicznej Terespol prowadzą 2 tory kolejowe o prześwitach 1 435 mm i 1 520 mm, obustronnie wygrodzone metalowymi płotami, a wzdłuż nich, po obu stronach przebiegają utwardzone drogi, służące do monitorowania przejazdu pociągów od mostów granicznych do stacji kolejowej
- Na stacji znajdują się 4 torowiska o prześwicie 1 520 mm i 7 o prześwicie 1 435 mm
- Miejscem odprawy granicznej w ruchu osobowym są tory 3 i 5 o prześwicie 1 435 mm, w granicach peronu 2 oraz tor 4 w granicach peronu nr 3, a ponadto, w wyjątkowych przypadkach – tor nr 7 przy peronie nr 1.

### Obiekty kubaturowe
Stan z 6 czerwca 2014
- Budynek biurowy o łącznej powierzchni użytkowej 2 877,76 m²[b], z niżej wymienionymi rodzajami i liczbą pomieszczeń dla poszczególnych użytkowników:
- Straż Graniczna – 43, w tym: biurowe – 31, techniczne – 3, sanitarne – 10, szatnie – 2
- Służba Celna – 50, w tym: do obsługi podróżnych – 3, biurowe – 17, magazynowe – 5, techniczne – 13, sanitarne – 6, szatnie – 2
- Administrator przejścia – 10, w tym: biurowe – 1, socjalne – 2, szatnie – 2, magazynowe – 1, sanitarne – 4
- Garaże służbowe – 6 boksów o łącznej powierzchni użytkowej 132,60 m²[b].

### Media
Stan z 6 czerwca 2014
- Zasilanie elektroenergetyczne: podstawowe z własnej stacji transformatorowej, zasilanie rezerwowe z agregatu prądotwórczego oraz częściowo z UPS
- Sieć telefoniczna: wewnętrzna i zewnętrzna poprzez własną centralę telefoniczną służb granicznych
- Sieci teletechniczne: CCTV, DSO, OS, SKD, SSP, SSWiN, WLAN
- Gospodarka wodno–ściekowa: zasilanie w wodę z miejskiego wodociągu, odprowadzanie ścieków sanitarnych do oczyszczalni komunalnej, odprowadzanie wód opadowych do miejskiej kanalizacji deszczowej
- Ogrzewanie i zaopatrzenie w ciepłą wodę: centralne ogrzewanie oraz ciepła woda użytkowa z własnej kotłowni olejowej.

### Elementy infrastruktury należące do przejścia granicznego
Stan z 6 czerwca 2014
- Parking służbowy na 24 samochody osobowe (w tym 2 miejsca dla osób niepełnosprawnych).

### Infrastruktura usługowa
Stan z 6 czerwca 2014
Obsługa podróżnych:
- 1 automat z napojami
- 3 toalety publiczne (łącznie 6 kabin i 3 pisuary).

### Punkt Odpraw Weterynaryjnych, Fitosanitarnych, Sanitarnych i Celnych w Kobylanach
Stan z 6 czerwca 2014
- Dopuszczalny ruch: towarowy, godziny otwarcia: całodobowo, zakres prowadzonej kontroli: celna, weterynaryjna, fitosanitarna, sanitarna.

#### Organizacja zarządzania punktem odpraw
Stan z 6 czerwca 2014
- Administracja przejścia: 
  - Zespół Drogowego Przejścia Granicznego w Kukurykach oraz Punktu Odpraw Weterynaryjnych, Fitosanitarnych, Sanitarnych i Celnych w Kobylanach, podległy Lubelskiemu Zarządowi Obsługi Przejść Granicznych w Chełmie – Wydział Zamiejscowy w Koroszczynie (stan zatrudnienia – 6 osób).

#### Podmioty odpowiedzialne za dokonywanie kontroli osób, towarów i pojazdów
Stan z 6 czerwca 2014
- Oddział Celny w Małaszewiczach (Izba Celna Biała Podlaska, Urząd Celny Biała Podlaska)
- Graniczny Inspektorat Weterynarii w Koroszczynie
- Graniczna Stacja Sanitarno–Epidemiologiczna w Koroszczynie
- Wojewódzki Inspektorat Ochrony Roślin i Nasiennictwa w Lublinie – Oddział Graniczny w Koroszczynie.

#### Infrastruktura punktu odpraw
Stan z 6 czerwca 2014
- Część budżetowa terminala samochodowego w Koroszczynie (wydzielona z całości kompleksu terminala i włączoną do zasięgu terytorialnego przejścia)
- Droga celna z Koroszczyna do Kukuryk
- Zespół obiektów przy granicy państwowej w Kukurykach.

#### Obiekty kubaturowe punktu odpraw
Stan z 6 czerwca 2014
Administrator przejścia granicznego nie posiada własnych obiektów w towarowej części przejścia granicznego, a pomieszczenia dla potrzeb poszczególnych służb dzierżawi od spółek kolejowych (PKP S.A. – Oddział Gospodarowania Nieruchomościami w Lublinie) w niżej wymienionych obiektach:
- Terminal odpraw celnych, weterynaryjnych, fitosanitarnych i sanitarnych towarów w Kobylanach:
  - Służba Celna – 26 pomieszczeń (łącznie 552,09 m²)[b]
  - Graniczna Inspekcja Weterynaryjna – 74 pomieszczenia (łącznie 1 699,88 m²)[b]
  - Graniczna Inspekcja Ochrony Roślin i Nasiennictwa – 16 pomieszczeń (łącznie 330,61 m²)[b]
  - Graniczna Inspekcja Sanitarno–Epidemiologiczna – 1 pomieszczenie (łącznie 16,00 m²)[b]

#### Media punktu odpraw
Stan z 6 czerwca 2014
- Energię elektryczną, ogrzewanie, zaopatrzenie w wodę i odprowadzanie ścieków zapewniają odpłatnie administratorzy obiektów kolejowych w ramach odrębnych umów, zawartych z administratorem przejścia granicznego.
- Usługi telekomunikacyjne świadczą operatorzy na podstawie umów zawartych z właściwymi organami poszczególnych służb.

#### Infrastruktura usługowa punktu odpraw
Stan z 6 czerwca 2014
Obsługa podróżnych:
- 5 sanitariatów dla podróżnych w budynku biurowym osobowej części przejścia.

### Przejścia graniczne polsko-radzieckie

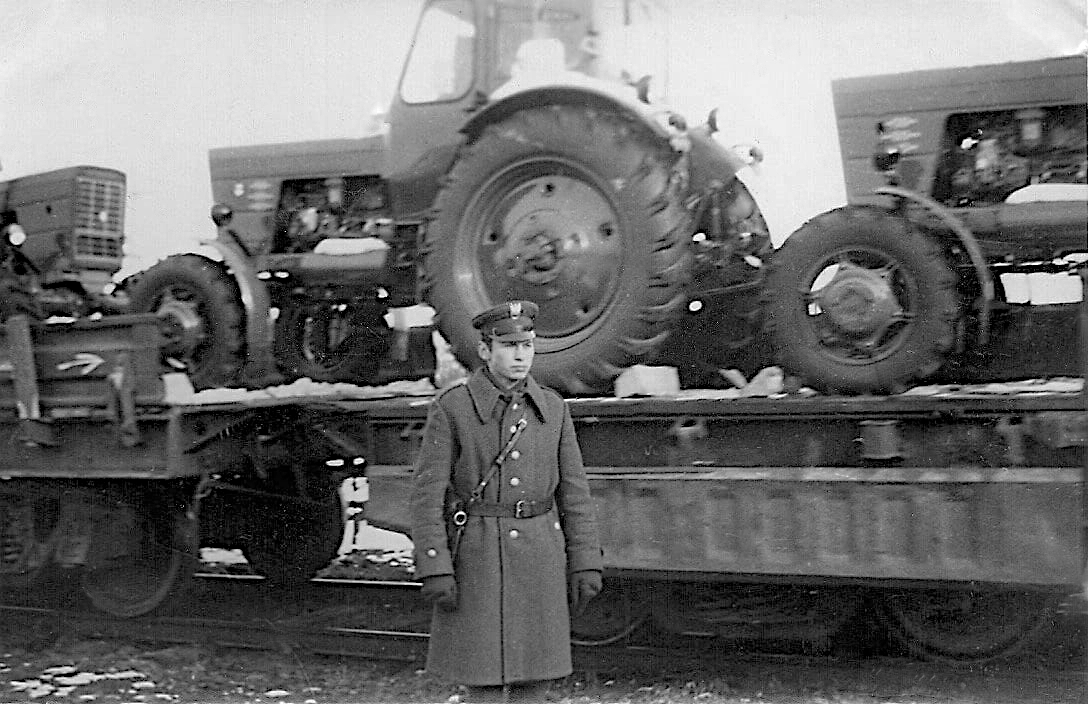
Żołnierz WOP samodzielnej kompanii KRG w Terespolu. Element służby granicznej pełniący służbę w kolejowym przejściu granicznym Terespol-Brześć (1969)

W okresie istnienia Związku Radzieckiego funkcjonowało w tym miejscu polsko-radzieckie kolejowe przejście graniczne Terespol. Dopuszczony był ruch osobowy i towarowy. Kontrolę graniczną osób, towarów oraz pociągów wykonywała Graniczna Placówka Kontrolna Terespol.
W październiku 1945 roku na granicy polsko-radzieckiej, w ramach tworzących się Wojsk Ochrony Pogranicza utworzono Przejściowy Punkt Kontrolny Terespol (PPK Terespol) – kolejowy I kategorii, przy linii kolejowej Warszawa–Brześć–Moskwa.

## Galeria

Przejście graniczne Terespol-Brześć (kolejowe) po stronie polskiej
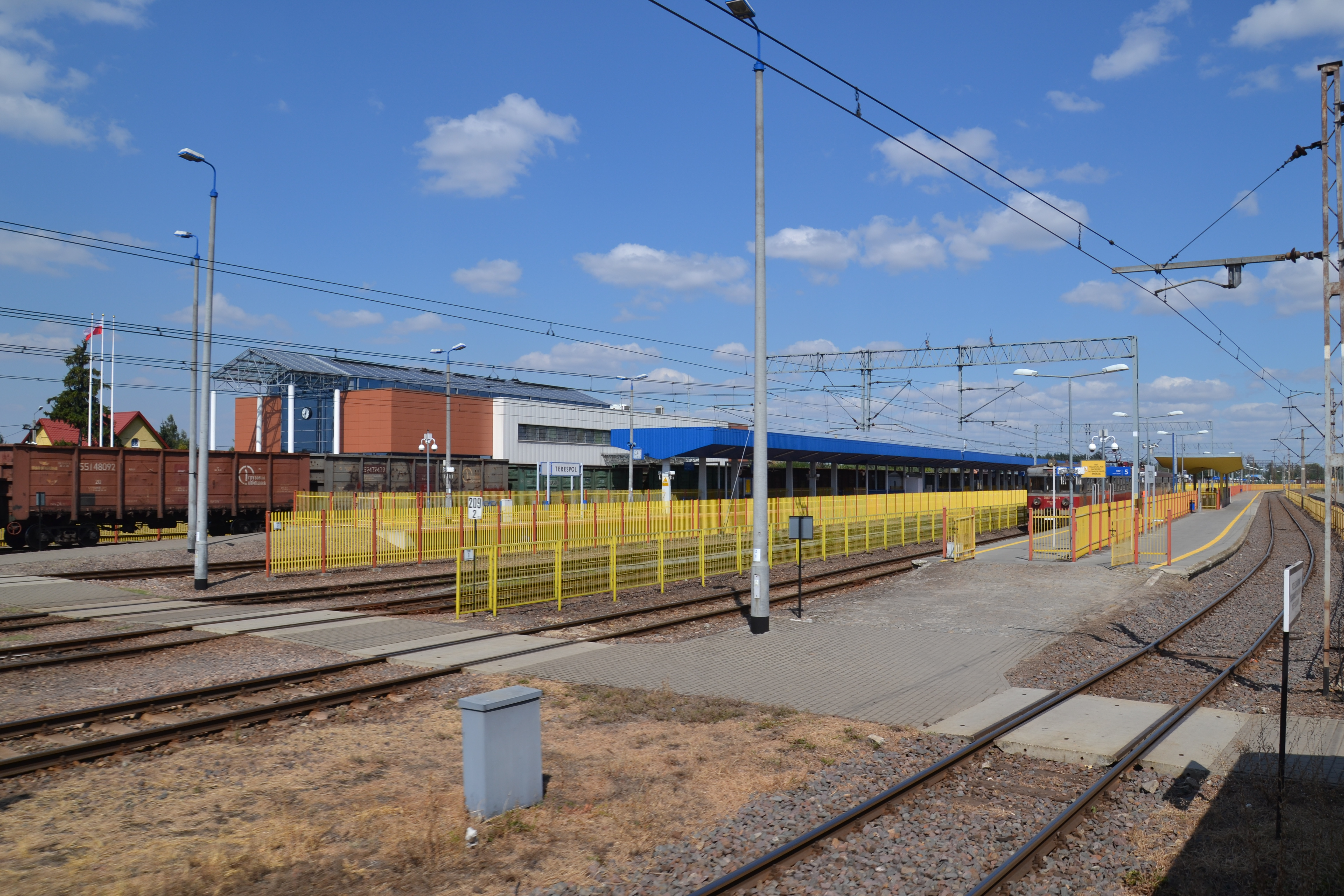
Stacja Terespol – miejsce odprawy granicznej i celnej osób, towarów oraz pociągów (sierpień 2015)
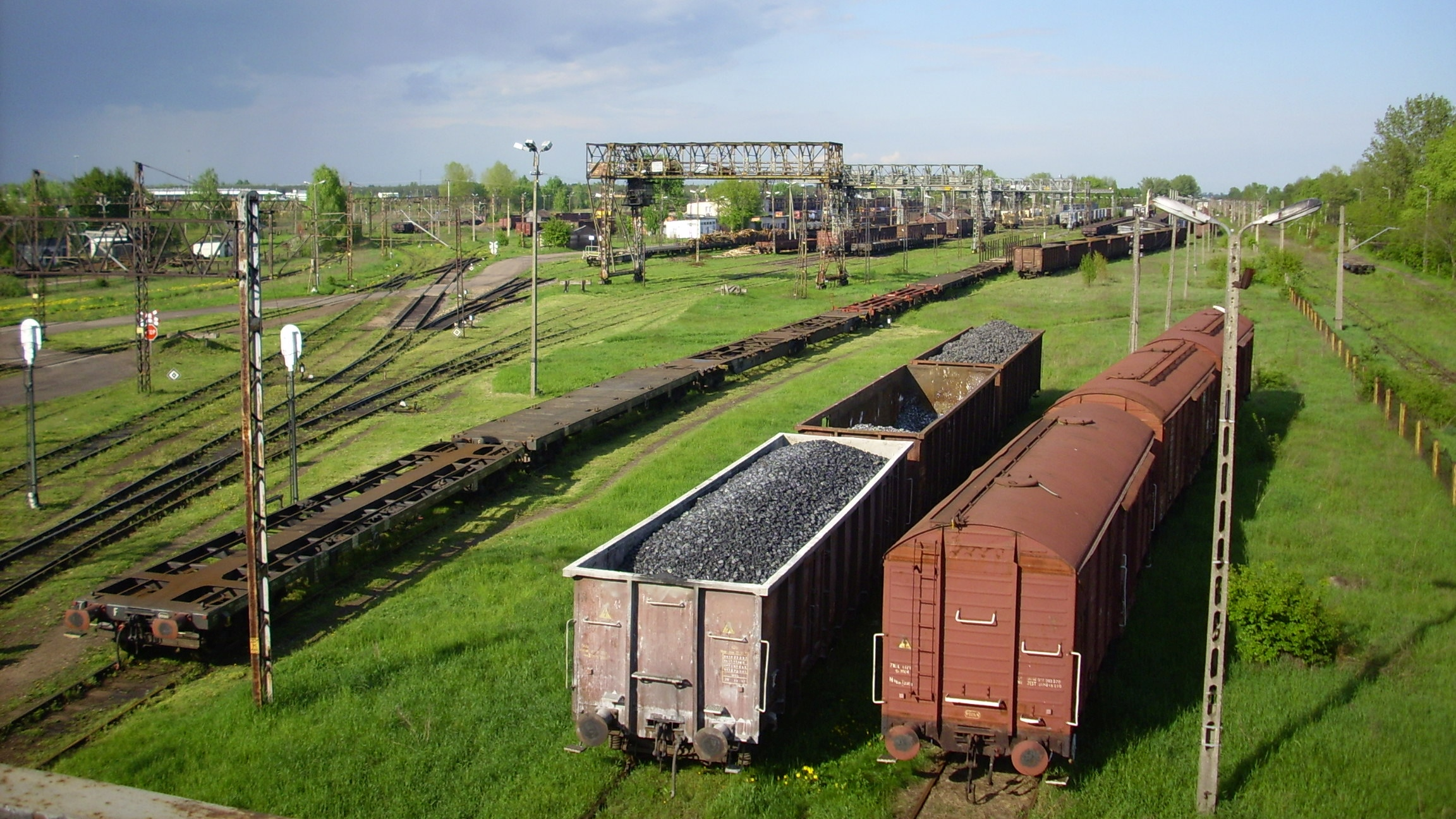
Stacja kolejowa Małaszewicze – tzw. suchy port przeładunkowy (maj 2008)
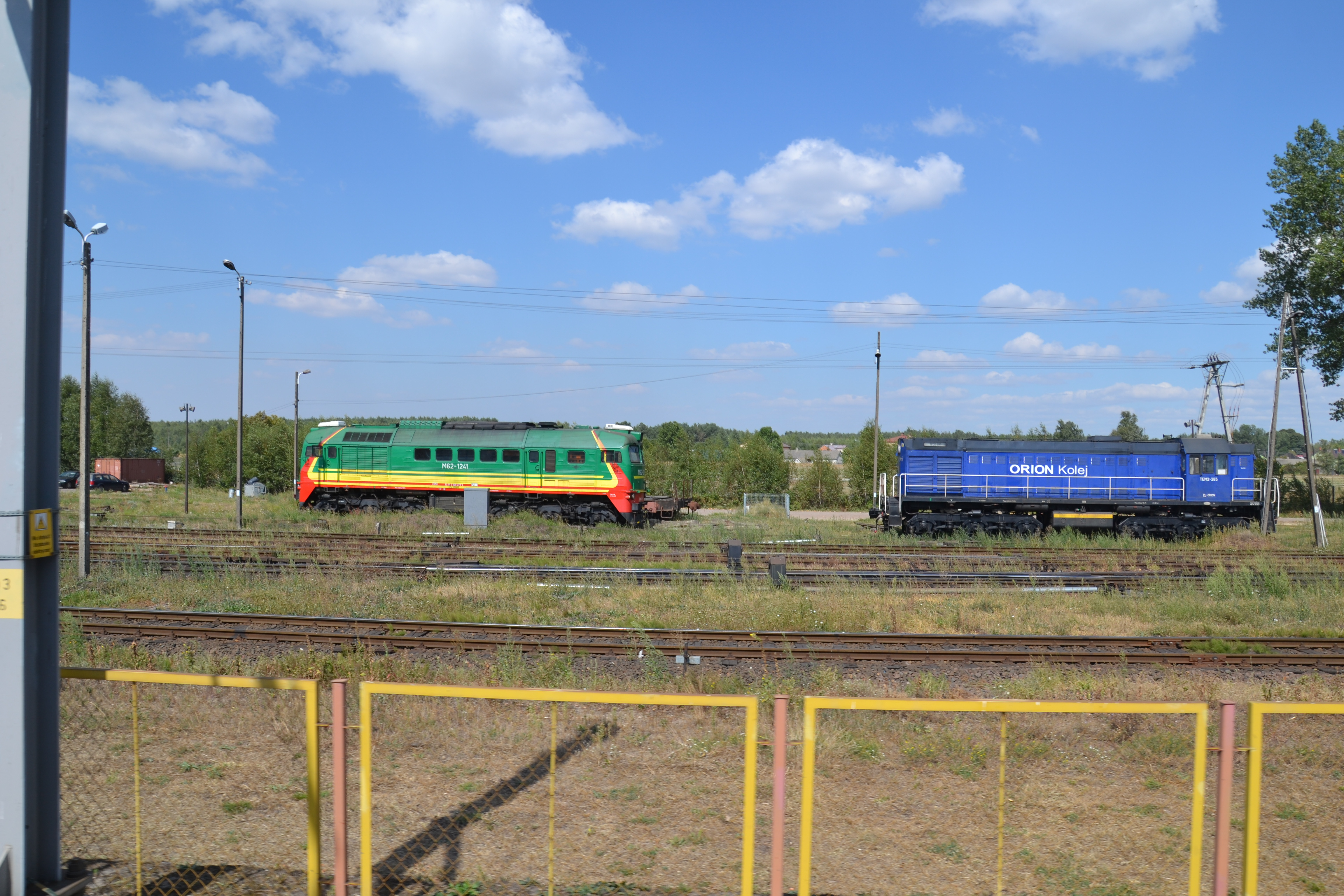
Stacja kolejowa Kobylany – punkt zdawczo–odbiorczy towarowy (sierpień 2015)

Przejście graniczne Terespol-Brześć (kolejowe) po stronie białoruskiej
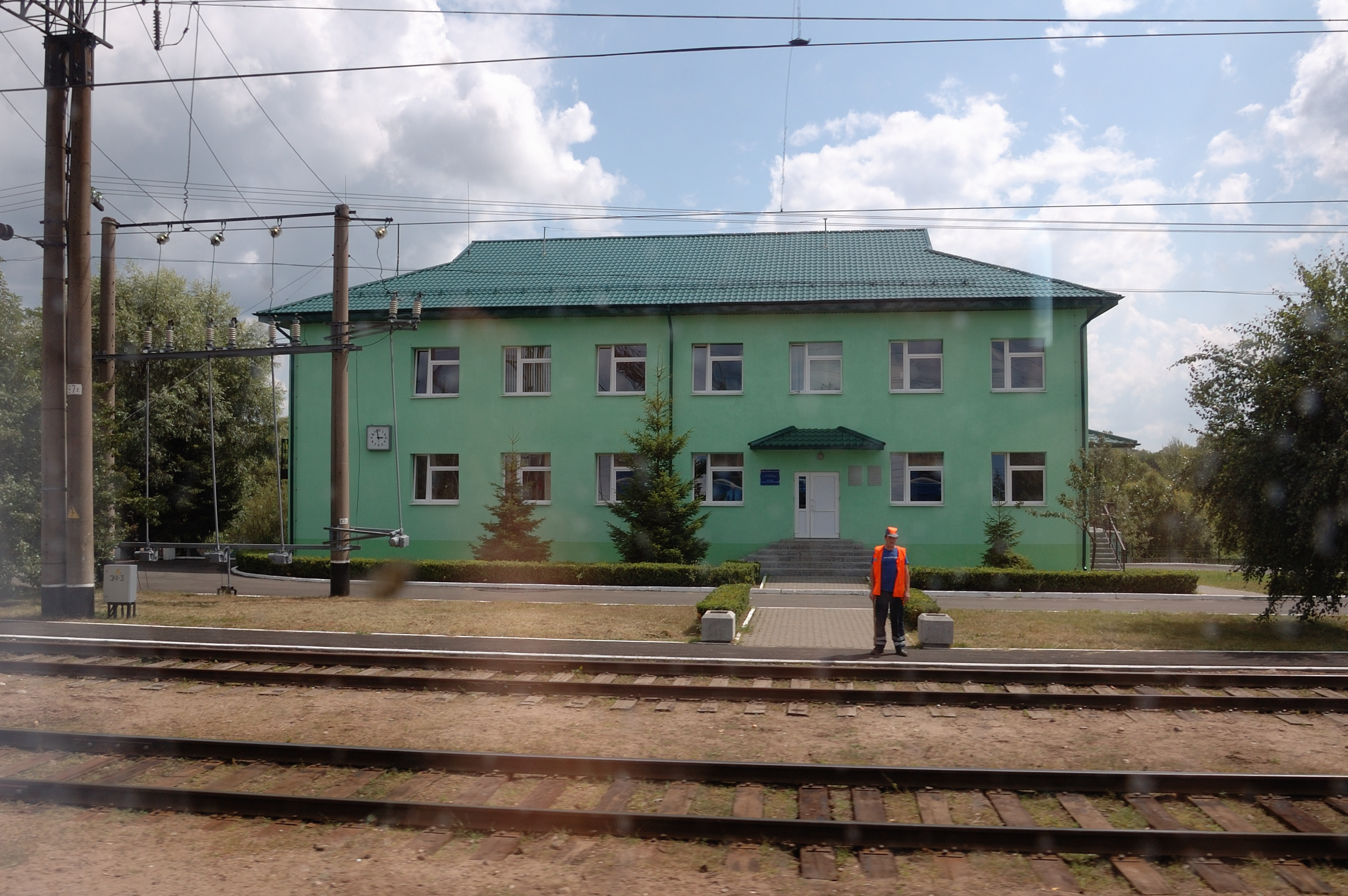
Białoruska stacja kontroli granicznej „Bug” (lipiec 2013)
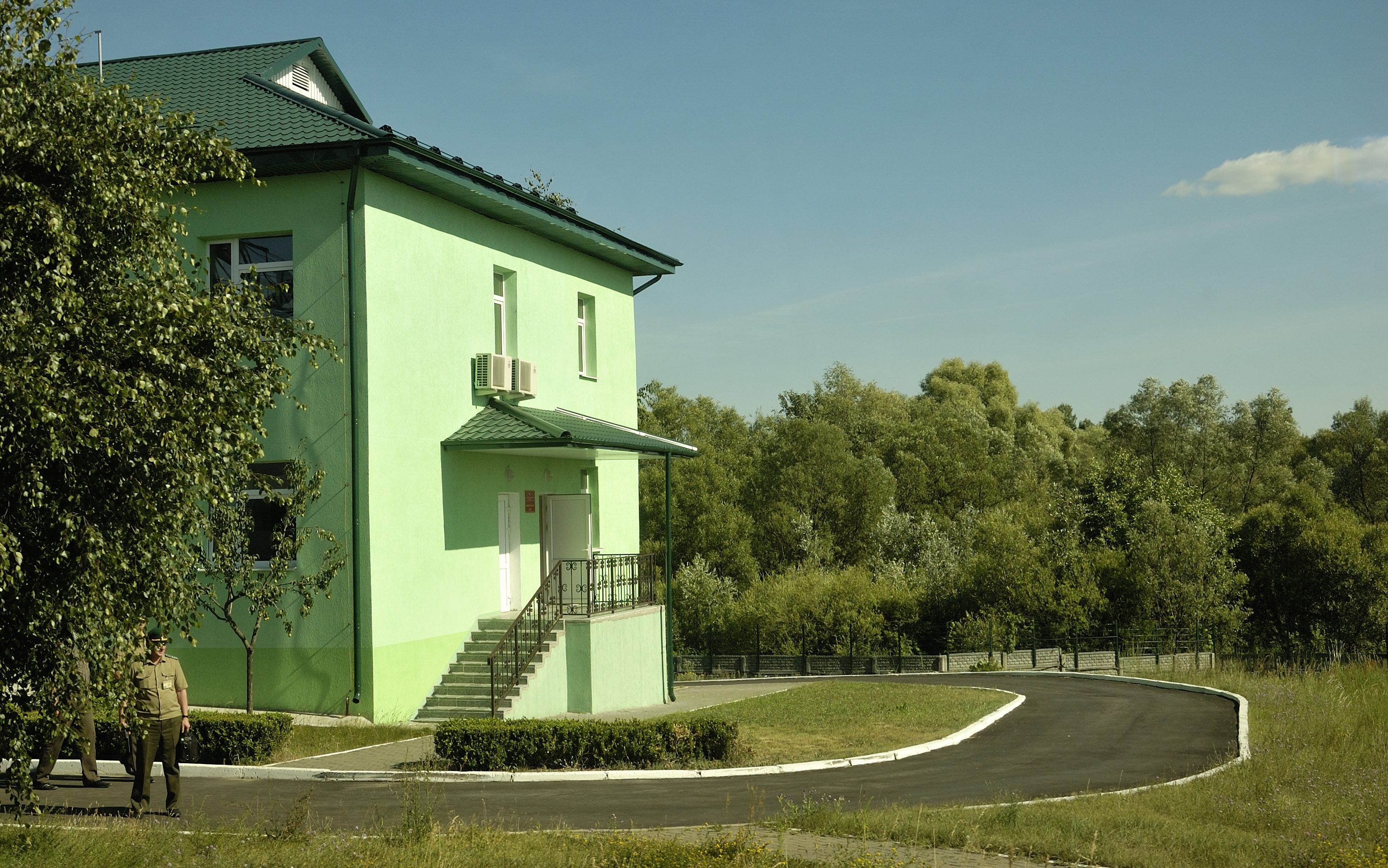
Białoruska stacja kontroli granicznej „Bug” (lipiec 2013)
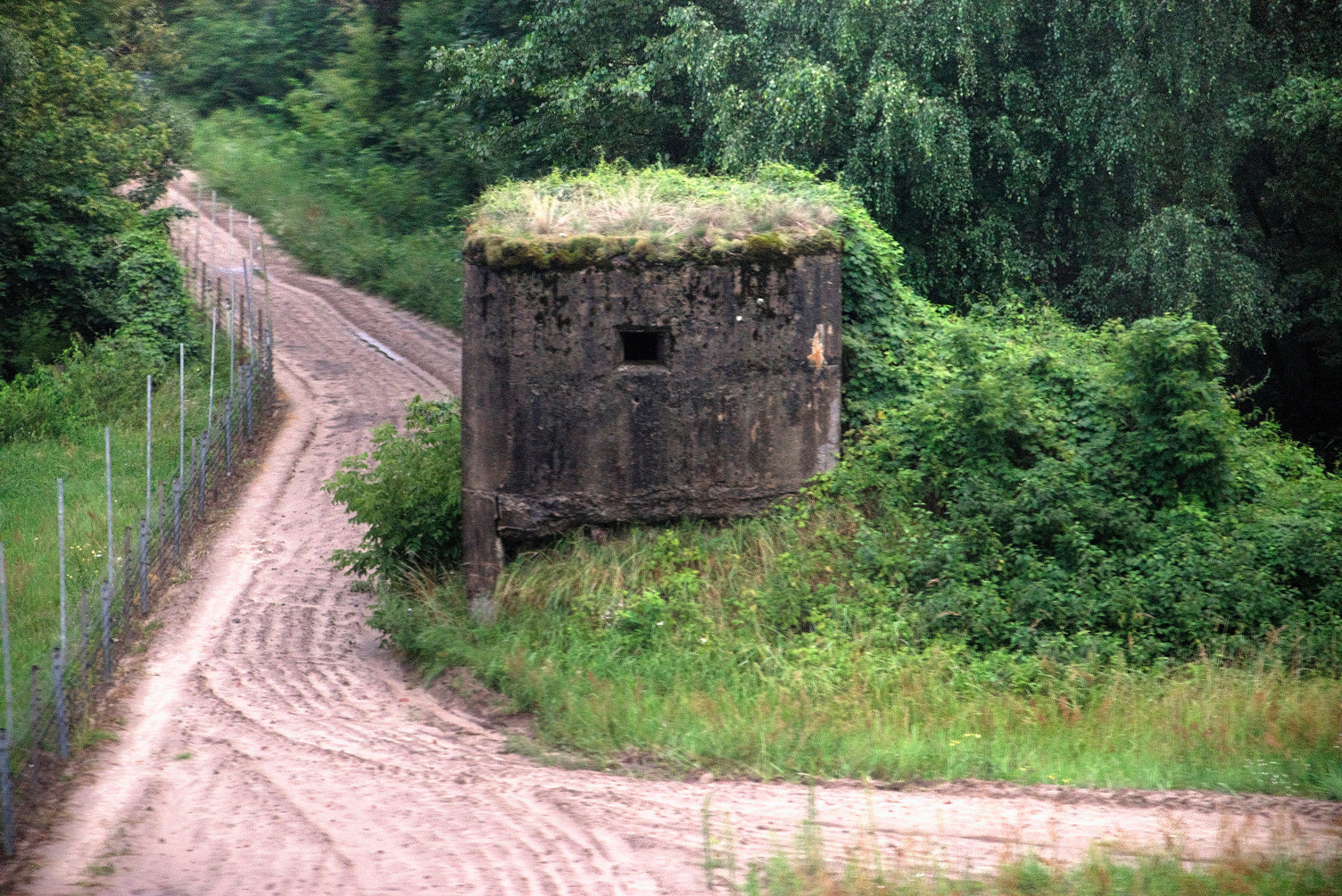
Białoruski pas kontrolno-śladowy (czerwiec 2018)